# Bodor Richárd (úszó)
Bodor Richárd (Pécs, 1979. május 10. –) korábbi magyar úszó, edző. Jelenleg a Debreceni Sportiskola ifjúsági úszócsapatának az edzője.

## Pályafutása
A Köztársaság Téri Általános Iskolába járt, a TÁSI-ban érettségizett, diplomáját pedig a Pécsi Tudományegyetem Természettudományi Karán, testnevelés-tanári szakon szerezte. Mindkét pécsi úszóklubban (azaz az ANK-ban és a Pécsi VSK-ban) megfordult.
Hazai szinten 2000-ben szerezte első országos bajnoki címét 200 méteres mellúszásban, ezt követően 2003-ig bezárólag ő uralta ezt a számot országos szinten, de a következő 200-as országos bajnoki címére 2007-ig kellett várnia. Van négy bajnoki címe 50 méteren és öt bajnoki elsősége 100 méteren.
Négy bronzérme van Európa-bajnokságokról (három a 2004-es madridi, egy a 2002-es riesai viadalról).

## Olimpiai szereplése
A 2004-es athéni és a 2008-as pekingi nyári olimpiai játékokon is részt vett, Athénban a hetedik lett a 4 × 100 méteres váltó tagjaként, 200 méteren tizedik, 100 méteren tizennegyedik. Pekingben csak a 100 méteres mellúszásban állt rajthoz, ott összesítésben a 19. helyen végzett, így nem jutott döntőbe.

## Magyar bajnokság
|            | 1997 | 1998 | 1999 | 2000 | 2001 | 2002 | 2003 | 2004 | 2005 | 2006 | 2007 | 2008 | 2009 | 2010 | 2011 |
| ---------- | ---- | ---- | ---- | ---- | ---- | ---- | ---- | ---- | ---- | ---- | ---- | ---- | ---- | ---- | ---- |
| 50 m mell  |      |      |      | 2.   | 2.   | 3.   | 3.   | 2.   | 1.   | 1.   | 2.   | 1.   | 2.   | 1.   | 3.   |
| 100 m mell | 5.   | 4.   | 6.   | 2.   | 2.   | 3.   | 1.   | 1.   | 1.   | 2.   | 1.   | 2.   | 1.   | 2.   |      |
| 200 m mell | 5.   | 4.   | 5.   | 1.   | 1.   | 1.   | 1.   | 2.   | 2.   | 4.   | 1.   | 4.   | 6.   | 3.   |      |